# Marmota caudata
Espèce
Statut de conservation UICN

 LC  : Préoccupation mineure
Marmotte à longue queue
La Marmotte à longue queue (Marmota caudata) est une espèce de marmotte (mammifère fouisseur de l'ordre des rongeurs).